# 템페스트 블레드소
템페스트 블레드소(Tempestt Bledsoe, 1973년 8월 1일 ~ )는 미국의 배우이다.